# 130 hermanos
130 hermanos es una película documental chilena-costarricense de 2022 dirigido por Ainara Aparici (en su debut como directora) y escrito por Aparici & Susana Quiroz. La película presenta a una gran familia, que comenzó con 7 miembros y terminó con 130, criando de 30 a 40 hijos de corazón por generación mientras los padres envejecen.

## Sinopsis
En San José, Costa Rica, Melba (65) y Víctor (70) tienen una familia en constante expansión, con seis hijos biológicos y más de 130 hijos de crianza en los últimos 40 años. A pesar de su edad avanzada, la pareja continúa aceptando los desafíos de criar una familia numerosa. Algunos de sus hijos ahora se están embarcando en sus propios caminos hacia la edad adulta, mientras que un nuevo niño se está integrando gradualmente a este bullicioso hogar. A pesar de las aventuras y dificultades que conlleva una familia tan numerosa, continúa creciendo y prosperando.

## Historia de fondo
En 2010, la directora Ainara Aparici comenzó a viajar por América Latina, llegó a Costa Rica y allí conoció a Melba y quedó impresionada con su historia y decidió hacer una película.

## Lanzamiento
130 hermanos se estrenó el 5 de mayo de 2022 en los cines chilenos.

## Campaña
130 hermanos también inspiró al equipo para crear una fundación y una campaña llamada Acoger es, que busca promover y dar a conocer la importancia de las familias de acogida en Chile.